# Klerebodammen (Bankeryds socken, Småland)
Klerebodammen är en sjö i Habo kommun och Jönköpings kommun i Småland och ingår i Motala ströms huvudavrinningsområde. Sjön har en area på 0,174 kvadratkilometer och ligger 191,4 meter över havet. Sjön avvattnas av vattendraget Domneån.

## Delavrinningsområde
Klerebodammen ingår i det delavrinningsområde (641621-139683) som SMHI kallar för Mynnar i Vättern. Avrinningsområdets medelhöjd är 198 meter över havet och ytan är 17,83 kvadratkilometer. Det finns ett delavrinningsområde uppströms, och räknas det in blir den ackumulerade arean 66,24 kvadratkilometer. Domneån som avvattnar avrinningsområdet har biflödesordning 2, vilket innebär att vattnet flödar genom totalt 2 vattendrag innan det når havet efter 209 kilometer. Delavrinningsområdet består mestadels av skog (45 procent), öppen mark (16 procent) och jordbruk (32 procent). Avrinningsområdet har 0,29 kvadratkilometer vattenytor vilket ger avrinningsområdet en sjöprocent på 1,6 procent. Bebyggelsen i området täcker en yta av 0,66 kvadratkilometer eller 4 procent av avrinningsområdet.